# 遊戯銃

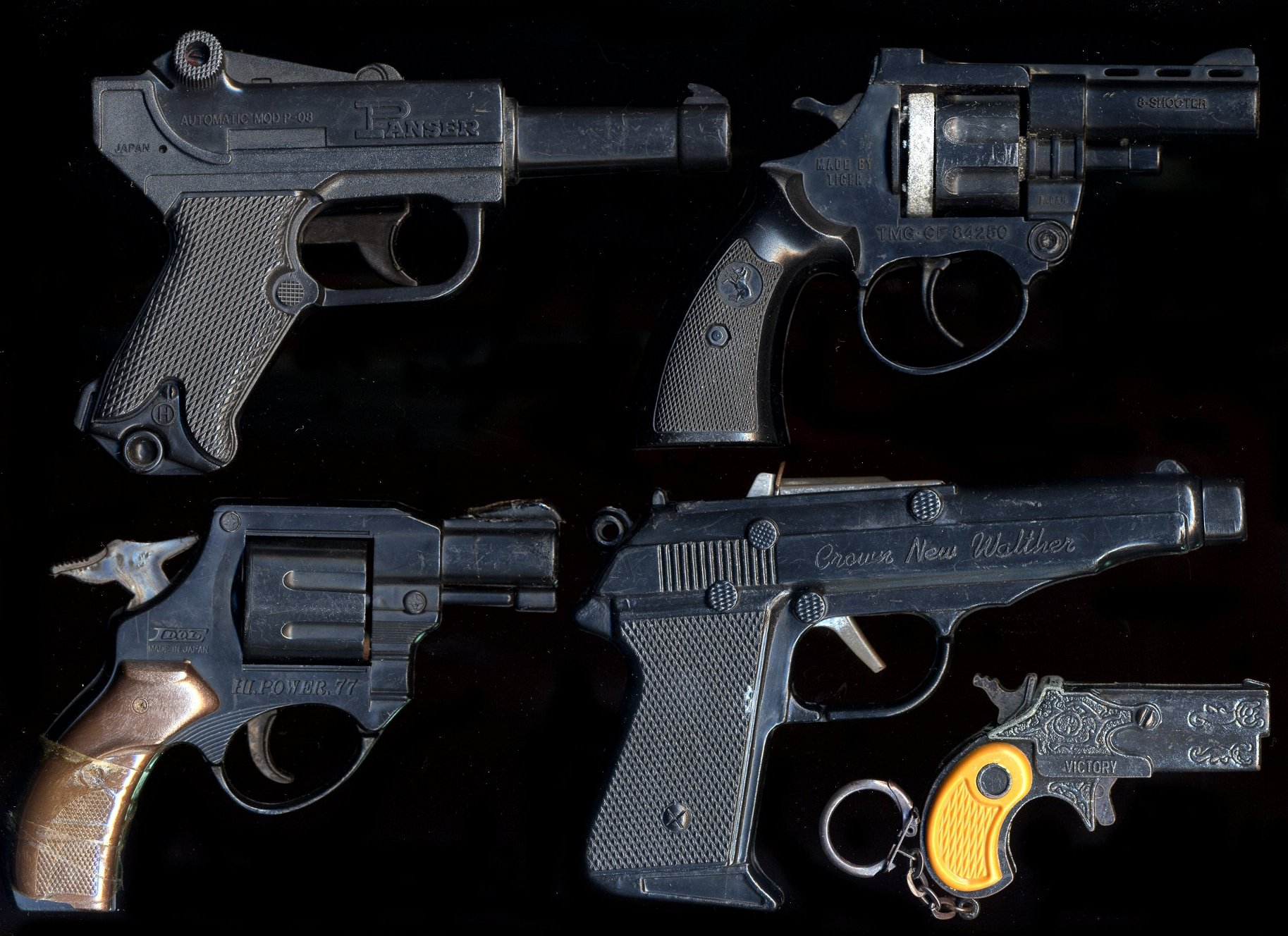
祭りの夜店にあるばね仕掛けの遊戯銃。「その他」に該当する

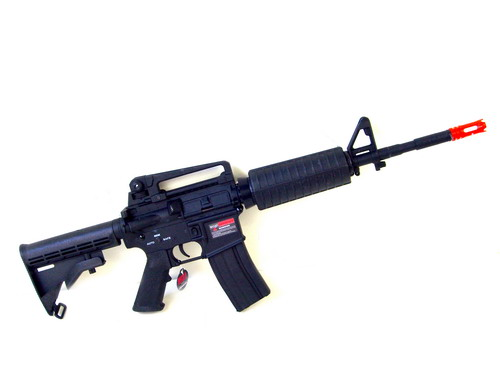
アメリカで販売が許可されるオレンジ色の部品が付いたエアソフトガン

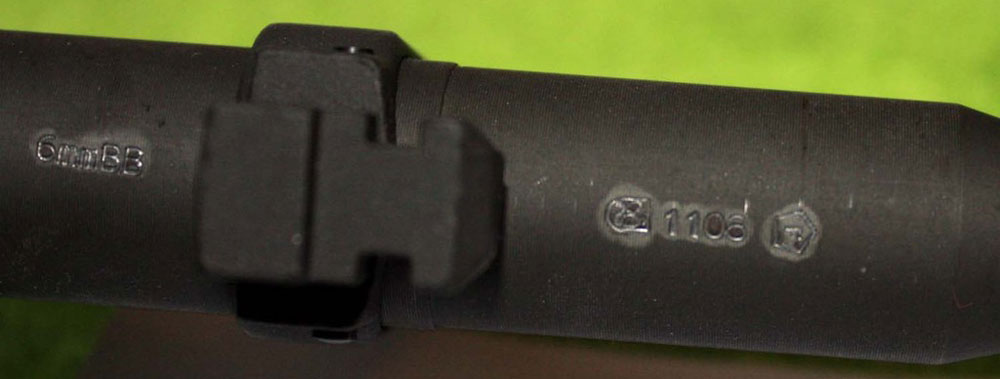
ドイツのトイガン表示。確認団体のマーク・製造年月日・トイガンの表示である五角形にF

遊戯銃（ゆうぎじゅう）とは、銃器の形を模した玩具の総称であり、トイガン (toy gun) とも言う。遊戯銃に対し、本物の銃は真正銃（しんせいじゅう：actual gun, real gun）や、実銃（じつじゅう）などと呼ばれる（例:無可動実銃）。
銃規制が緩い国では、遊戯銃が実銃と誤認されないよう、銃口や銃口付近を赤色に塗装したり、赤色の部品に変更しなければならないなど、外観に対する制限が加えられる。そのため、遊戯銃は銃規制が厳しい地域ほど、よく発達する傾向がある。日本において遊戯銃が発達を遂げたのは、このためである。

## 種別
遊戯銃について、具体的には以下の種類に大別できる。
エアソフトガン主に直径6mmまたは8mmのプラスチック製BB弾を発射するもので、サバイバルゲームなどで使用される。所持免許などは必要ないが、業界の自主規制や都道府県の条例によって購入に際して年齢制限がある。手動で空気を圧縮するコッキングガン、低圧のフロンガスやグリーンガスを使うガスガン、モーターで射出用エアーピストンを連続的に操作する電動ガンなどがある。外見は実銃と同じだが、内部にあるのは圧縮空気を作り出す機構のみ。
モデルガン銃器の外観や機構を再現したものであるが、弾丸の発射機能は持たない。火薬（キャップ火薬）を発火させることができるものと、観賞用のディスプレイモデルがある。内部構造は材質以外、完全に実際の銃と（分解方法まで）同じなので、リアリティを求める愛好家に好まれる。特に金属製のものについては、厳しい法規制の対象となっている。
その他純粋に子供向けの玩具とみなされる物であり、銀玉鉄砲（エアソフトガンの先祖とも言える製品）や巻玉火薬を使用する100連発銃、直径4mmほどの輪状キャップ火薬を使用する8連発、12連発銃などがその代表格である。電池で発光・発音する物や、特撮ヒーロー物に登場する光線銃などのキャラクター玩具もこの区分に含まれる。バーチャガンやスーパースコープといった銃の形をしたゲーム機のコントローラ(ガンコントローラ)のようなハイテク玩具的な物や、水鉄砲、紙玉鉄砲、輪ゴム鉄砲などの伝統的な鉄砲玩具も本項では広義の遊戯銃に含まれるものとする。
祭や縁日で使われる射的銃（コルク銃、コルクガン、コルクライフルとも）がある。撃針に繋がっているレバーを引き、コルクを詰めて発射する、マスケット銃と同じ中世からの前装式である。
銃でないものに紙鉄砲がある。これは折り紙で、振って広げた時に大きな音が鳴るのでこの名がある。

## 遊戯銃の活動・自主規制団体
- 日本エアースポーツガン協会
- 日本遊戯銃協同組合
- 全日本トイガン安全協会
- 日本ゴム銃射撃協会
- 大日本ゴム銃猟会
- 国際メンコ射撃協会

## 主なメーカー
- JAC
- KSC
- KHC（啓平社）
- KTW
- MGC
- SIIS
- TOP JAPAN
- アサヒイーグル
- アサヒファイアーアームズ
- ウエスタンアームズ
- エスコート
- クラフトアップル
- 小茂田商店
- 国際産業
- 鈴木製作所
- サンプロジェクト
- タナカワークス
- テキサス
- デジコン
- 東京CMC
- 東京マルイ
- 中田商店
- 有限会社ナカヤ
- 日本技巧 (SYSTEMA)
- ハートフォード
- ハドソン産業
- ホビーフィックス
- 松栄製作所（ショーエイ）
- マルシン工業
- マルゼン
- ランパントクラシック
- 六研

## 問題点

### 知的財産に関する問題
銃器メーカーの商標（トレードマーク）を使用する権利であり、1990年頃から問題になった。六研などの高級遊戯銃メーカーが商標使用権を取得して販売していた可能性が指摘されることはあるが、それまで商標使用権を取得した製品はほとんどなかった。
ベレッタM93Rを模した玩具銃を販売する業者に対して不正競争防止法を基にした差し止めに関する訴訟の判決（モデルガン事件）では、「模型の製作に当たっては、・・・精巧かつ緻密に再現することが行われている」とした上で、「模型の形状や模型に付された表示が本物のそれと同一であったとしても、模型の当該形状や表示は、模型としての性質上必然的に備えるべきものであって、これが商品としての模型自体の出所を表示するものでないことは、広く社会的に承認されている」とし、原告の出所表示機能を害さないとして、訴えを退けた。
商標の独占使用権を取得している遊戯銃メーカーが存在する場合、もしくは実銃メーカーが自社製品の遊戯銃を製作している場合は、正規品と区別するため、正式に商標使用権を取得する必要がある。
実銃メーカーからの商標使用許可の記載をしていない場合、輸出入の際に商標を削除しないとコピー商品と判断され、没収対象になる場合がある。また、国によっては、商標の独占使用権契約や実銃メーカーによる遊戯銃製作が行われていなくても、コピー商品として扱う場合がある。

### 準空気銃
遊戯銃、特にエアソフトガンを高威力に改造した物を使った器物損壊や傷害事件が発生したことがある。現在では改正銃刀法により、一定以上の発射エネルギーを持つものは準空気銃に分類され、所持が禁止された。

### 実銃への部品流用
遊戯銃の各部品や周辺機器にかかる荷重や熱は実銃のそれよりはるかに小さいため、遊戯銃の部品や周辺機器を実銃に取り付けると破損や火傷等の事故の原因となる。そのため、遊戯銃やその部品・周辺機器が銃規制がゆるい地域に出回ることや、軍及び警察が訓練に使用することを想定し、それらの実銃への流用が不可能な構造にしたり、「遊戯銃専用」「訓練のみに使用せよ」等の注意書きを明記したりといった対策が必要となる。前者に関し、東京マルイ関係者は「実銃の外観や構造を再現しながら、実銃に取り付けられないように設計するのが大変」と語っている。

## 法規制

### 欧米
実銃との区別のために何らかの措置がなされていることが多い。全世界で一二を争う規模の遊戯銃マーケットを持つと言われているアメリカ合衆国とフランスを例にとると、アメリカでは銃口付近を赤く塗装するかその色の素材に変更することが定められており、フランスでは現用のフランス軍及び警察の装備を禁じるという措置がとられている。銃刀法の規制のため日本では存在していないものとしては、欧米では広く普及している、実銃同様の空砲を使用したブランクガンと呼ばれる金属製モデルガンがある。中には実銃メーカーが自社製品を模した精密なブランクガンも存在しているためコレクターも多い。また日本では銃刀法上の実銃に分類される空気銃も、海外には無資格で所持できる国があるため、若年者によるプリンキングや射撃競技、狩猟に使用される。

### 日本
日本では銃砲刀剣類所持等取締法（2007年2月21日に完全施行された改正銃刀法）により6mmBB弾の発射エネルギー換算で0.989Jを超えるエアソフトガンは所持が禁止されている。
日本の法律では遊戯銃所持に年齢制限が設けられていないが、自治体が条例で年齢制限を設けている例が多く、都道府県条例違反となる場合がある。改正銃刀法の施行以後、さらに厳しい条例となった自治体もある。

## 事件・犯罪
銃が普及している地域では、遊戯銃は明らかに玩具とわかるようにする法律等があるが、遊戯銃に偽装した例がある。
銃器のスキンをカスタマイズできるキットを発売している企業がレゴ風のスキンBLOCK19を販売したが、レゴからの訴訟の動きと世論の動きから販売を停止した。